# Arnór Þór Gunnarsson
Arnór Þór Gunnarsson (født 23. oktober 1987 i Akureyri, Island) er en islandsk tidligere håndboldspiller og håndboldtræner, der spillede for Bergischer HC og det islandske landshold.
Hans lillebror er Aron Gunnarsson, som er anfører for det islandske fodboldlandshold.
Han stoppede landsholdkarrieren i 2021, og stoppede som håndboldspiller på klubplan i 2023. Efter sin spiller karriere blev han hos Bergischer HC som assistenttræner.